# كلايتون رونر
كلايتون رونر (بالإنجليزية: Clayton Rohner)‏ هو ممثل أمريكي، ولد في 5 أغسطس 1957 ببالو ألتو في الولايات المتحدة.

## أعمال

### أفلام
- (2013) جوبز
- (2015) ذي هيومن سينتيبيد 3[3]

### مسلسلات
- التحقيق في موقع الجريمة
- كاسل
- ويدز

## وصلات خارجية
- كلايتون رونر على موقع IMDb (الإنجليزية)
- كلايتون رونر على موقع ألو سيني (الفرنسية)
- كلايتون رونر على موقع أول موفي (الإنجليزية)
- كلايتون رونر على موقع قاعدة بيانات الأفلام السويدية (السويدية)
- كلايتون رونر على موقع قاعدة بيانات الفيلم (الإنجليزية)
- كلايتون رونر على موقع كينوبويسك (الروسية)